# Верхній Кокуй
Верхній Коку́й (рос. Верхний Кокуй) — село у складі Балейського району Забайкальського краю, Росія. Входить до складу Подойніцинського сільського поселення.

## Населення
Населення — 142 особи (2010; 187 у 2002).
Національний склад (станом на 2002 рік):
- росіяни — 99 %